# Alan Báez
Alan Nicolás Báez (Macachín, Provincia de La Pampa, Argentina, 27 de agosto de 1994) es un arquero de futbol profesional del club Colegiales.

## Trayectoria

### Ferro
Realizó todas las divisiones inferiores en el club de Caballito aunque no llegó a debutar. Fue convocado en una ocasión el 19 de septiembre del 2012 no llegando a ingresar.

## Estadística
| Ferro Argentina | 2.ª           | 2012-13       | 0   | 0    | 0 | 0  | — | — | 0   | 0    | 0    |
| Ferro Argentina | Total         | Total         | 0   | 0    | 0 | 0  | 0 | 0 | 0   | 0    | 0    |
| Atlético Macachin Argentina | 4.ª           | 2013-14       | 0   | 0    | 0 | 0  | — | — | 0   | 0    | 0    |
| Atlético Macachin Argentina | Total         | Total         | 0   | 0    | 0 | 0  | 0 | 0 | 0   | 0    | 0    |
| Sarmiento (A) Argentina | 4.ª           | 2014          | 16  | ?    | 0 | 0  | — | — | 16  | ?    | ?    |
| Sarmiento (A) Argentina | 4.ª           | 2015          | 26  | ?    | 0 | 0  | — | — | 26  | ?    | ?    |
| Sarmiento (A) Argentina | Total         | Total         | 42  | ?    | 0 | 0  | 0 | 0 | 42  | ?    | ?    |
| Santamarina Argentina | 2.ª           | 2016          | 0   | 0    | 0 | 0  | — | — | 0   | 0    | 0    |
| Santamarina Argentina | Total         | Total         | 0   | 0    | 0 | 0  | 0 | 0 | 0   | 0    | 0    |
| Ferrocarril Sud Argentina | 4.ª           | 2017          | 18  | ?    | 4 | -5 | — | — | 22  | ?    | ?    |
| Ferrocarril Sud Argentina | 4.ª           | 2018-19       | 17  | ?    | 0 | 0  | — | — | 17  | ?    | ?    |
| Ferrocarril Sud Argentina | Total         | Total         | 35  | ?    | 4 | -5 | 0 | 0 | 39  | ?    | ?    |
| Sansinena Argentina | 3.ª           | 2019-20       | 24  | -23  | 0 | 0  | — | — | 24  | -23  | 0.96 |
| Sansinena Argentina | Total         | Total         | 24  | -23  | 0 | 0  | 0 | 0 | 24  | -23  | 0.96 |
| Colegiales Argentina | 3.ª           | 2020          | 1   | 0    | 0 | 0  | — | — | 1   | 0    | 0    |
| Colegiales Argentina | 3.ª           | 2021          | 27  | -22  | 0 | 0  | — | — | 27  | -22  | 0.81 |
| Colegiales Argentina | 3.ª           | 2022          | 21  | -21  | 0 | 0  | — | — | 21  | -21  | 1    |
| Colegiales Argentina | Total         | Total         | 49  | -43  | 0 | 0  | 0 | 0 | 49  | -43  | 1    |
| Dep. Merlo Argentina | 3.ª           | 2023          | 13  | -21  | 0 | 0  | — | — | 13  | -21  | 1.62 |
| Dep. Merlo Argentina | Total         | Total         | 13  | -21  | 0 | 0  | 0 | 0 | 13  | -21  | 1.62 |
| Kimberley Argentina | 4.ª           | 2023-24       | 4   | 0    | 0 | 0  | — | — | 4   | 0    | 0    |
| Kimberley Argentina | 3.ª           | 2024          | 28  | -25  | 0 | 0  | — | — | 28  | -25  | 0.76 |
| Kimberley Argentina | Total         | Total         | 28  | -25  | 0 | 0  | 0 | 0 | 32  | -25  | 0.64 |
| Total carrera | Total carrera | Total carrera | 195 | -103 | 4 | -5 | 0 | 0 | 192 | -108 | 0.56 |
| (1) La copa nacional se refiere a la Copa Argentina y Supercopa Argentina . (2) La copa internacional se refiere a la Copa Sudamericana, Recopa Sudamericana, Copa Libertadores y Copa Suruga Bank. (3) Promedio de goles recibidos por partidos no incluye goles recibidos en partidos amistosos. |               |               |     |      |   |    |   |   |     |      |      |